# Amphisbetia norte
Amphisbetia norte är en nässeldjursart som beskrevs av El Beshbeeshy 1991. Amphisbetia norte ingår i släktet Amphisbetia och familjen Sertulariidae. Inga underarter finns listade i Catalogue of Life.